# Paul James (rugbista)
Paul James (Neath, 13 maggio 1982) è un ex rugbista a 15 britannico che giocava nel ruolo di pilone. A livello internazionale ha disputato 66 incontri per il Galles.

## Biografia
Proveniente dal Neath, nel 2003 Paul James si unì alla franchigia gallese degli Ospreys alla quale legherà in gran parte la sua carriera rugbistica. Lo stesso anno, il 27 agosto, debuttò anche a livello internazionale con il Galles affrontando a Wrexham la Romania.
A livello di club James ottenne il suo primo successo vincendo con gli Ospreys la Celtic League 2004-05, in seguito vinse altri tre titoli con la stessa compagine gallese. Fu anche il capitano della formazione che il 1º novembre 2006 sconfisse clamorosamente l'Australia 24-16 in una partita all'interno del tour europeo dei Wallabies. James dovette attendere il 7 novembre 2009 per collezionare, a distanza di sei anni dal suo debutto, la seconda presenza con il Galles: ciò avvenne in occasione del test match perso 19-12 contro la Nuova Zelanda al Millennium Stadium. Nei successivi due anni giocò stabilmente da titolare, guadagnandosi la convocazione alla Coppa del Mondo di rugby 2011 dove il Galles giunse al quarto posto. Nel vittorioso Sei Nazioni 2012, culminato con il Grande Slam della nazionale gallese, dovette cedere il posto a Gethin Jenkins riuscendo a collezionare tre presenze subentrando dalla panchina.
Nel 2012 Paul James lasciò gli Ospreys firmando un contratto con gli inglesi del Bath per giocare in Premiership; con il Bath raggiunse nel 2014 la finale di Challenge Cup vinta dal Northampton 30-16. Nell'ottobre 2014 venne annunciato il suo ritorno agli Ospreys per la stagione successiva.

## Palmarès
- Pro12: 4
Ospreys: 2004-05, 2006-07, 2009-10, 2011-12
- Coppe Anglo-Gallesi: 1
Ospreys: 2007-08